# Сакс, Джоэл
Джоэл Сакс (англ. Joel Sachs; род. 19 декабря 1939, Нью-Хейвен) — американский дирижёр и музыковед.
Учился игре на фортепиано у Рэй Лев, изучал теорию музыки под руководством Сэма ди Бонавентуры и Дэвида Крэнбюля. C 1957 года учился химии и физике в Гарвард-колледже, но затем выбрал профессиональную музыкальную карьеру и совершенствовался в теоретических знаниях у Уолтера Пистона, Рэндолла Томпсона, Нино Пирротты, как пианист — у Миклоша Швальба и Розины Левиной. В 1968 году получил степень доктора музыковедения в Колумбийском университете.
С 1970 года преподаёт в Джульярдской школе. Руководитель камерного оркестра New Juilliard Ensemble (с англ. — «Новый Джульярдский ансамбль»), специализирующегося на исполнении современной академической музыки, и фестиваля новой музыки Focus!. Кроме того, в 1966 году выступил соучредителем камерного ансамбля Continuum, во главе которого записал около 20 альбомов и исполнил премьеры ряда заметных сочинений, в том числе Пятой симфонии Галины Уствольской (1991).
Среди основных музыковечдческих трудов Сакса — книги «Капельмейстер Гуммель в Англии и Франции» (англ. Kapellmeister Hummel in England and France; 1977) и «Генри Коуэлл: человек, сделанный из музыки» (англ. Henry Cowell: A Man Made of Music; 2012).
В 2001 году удостоен Премии Дитсона.